# علاقات تدفق فانو
علاقات تدفق فانو (بالإنجليزية:Fanno flow relationships): في النصوص الخاصة بالديناميكا الهوائية الداخلية، مناقشة علاقات فانو عادة ما تتم بتحليل أحادي البعد، حيث يتم تطبيق مبادئ بقاء الطاقة وبقاء الكتلة وبقاء كمية الحركة.و نتيجة ذلك كما متوقع تنشأ مجموعة من العلاقات المرتبطة بالخصائص الفيزيائية الحرارية( بالإنجليزية:thermophysical properties) عند نقاط مختلفة علي محور قناة ثابتة المساحة.

## العلاقات

### العلاقة الأولي
توضح هذه العلاقة مقدار التغير في الضغط الكلي (Pt1 -Pt2) خلال القناة حيث Pt1 و Pt2 الضغط الكلي عند مدخل ومخرج القناة علي الترتيب، و M1 و M2 رقم ماخ عند مدخل ومخرج القناة علي الترتيب.

### العلاقة الثانية
تربط هذه العلاقة بين طول القناة [بالإنجليزية:Duct length] و التغير في رقم ماخ خلال القناة.
حيث :
f: معامل الإحتكاك
M1 و M2:رقم ماخ عند مدخل ومخرج القناة علي الترتيب
Dh: القطر الهيدروليكي للقناه
و يمكن تعريف القطر الهيدروليكي للقناة بالعلاقة التالية حيث A مساحة المقطع و P المحيط.

## اقرأ أيضا
- تصنيفات سريان المائع